# Draga Matković
Draga Matković  (también conocida como Draga Matković-von Auerhann, 4 de noviembre de 1907 – 29 de julio de 2013) fue una pianista de música clásica alemana de ascendencia croata.

## Biografía
Matković nació en Zagreb, donde recibió sus primeras lecciones de piano a la edad de tres años de parte de una estricta madre adoptiva, Sidonie Linke (también pianista) en Aussig (Bohemia) y dio su primer concierto en Terezín, entonces Theresienstadt. Con un permiso especial del gobierno, fue admitida con quince años en la Academia de Música alemana de Praga y, con 19, fue nombrada "profesora de piano". También dio lecciones de violín y canto. En 1926, hizo su primera gira como solista por 16 países. Después de casarse con el violinista Arthur Arnold (de 1937 a 1942), se trasladó a Teplice en Bohemia donde fue muy conocida por sus conciertos tanto de cámara como de orquesta.
Después del inicio de la guerra, su director de orquesta fue encarcelado porque Matković había interpretado un concierto de Felix Mendelssohn, cuya música estaba prohibida por el Tercer Reich al no ser ario. En 1945, después de la expulsión de los alemanes de los Sudetes, Matković se fue a vivir a Bad Reichenhall, Bavaria, donde moriría.

## Trabajo
Matković dio muestras de su talento no solo con el piano sino también de manera ocasional con el saxofón, como directora de orquesta y como compositora. En esta última faceta,  compuso muchas piezas y una opereta (Golden Stars), cuyo libreto se perdió durante la guerra. Sus compositores favoritos eran Mozart, Tchaikovsky, Chopin, Liszt, Raff, Grieg y todos los compositores nórdicos y eslavos. Impartió clases como profesora hasta los 95 años en la zona de Berchtesgaden en Baviera. Todavía interpretó música clásica de piano a un nivel increíblemente alto, como se puede escuchar en las muestras de música adjuntas. Su instrumento favorito era un piano Blüthner. Draga Matković debía inscribirse en la lista de Guinness World Records como la pianista de concierto viva y aún en ejercicio más antigua del mundo. Dio una actuación pública de piano en su cumpleaños número 100, el 4 de noviembre de 2007, en Bayerisch Gmain cerca de Bad Reichenhall, Baviera. 
Interpretó (entre otros) la "Polka de la Reine" de Joachim Raff, el Impromptu, Op. 28 de Hugo Reinhold, y piezas de Chopin, Liszt y Mendelssohn. En su cumpleaños número 102, el 4 de noviembre de 2009, interpretó su propia composición "Tarantella" de 1927, que no se publicó antes, así como la Valse brillante, Op. 34, No. 1, de Moritz Moszkowski. (ver enlaces de YouTube a continuación). Matković murió el 29 de julio de 2013, a los 105 años.[cita requerida]